# Sân bay Santa Ana
Sân bay Santa Ana (IATA: CRC, ICAO: SKGO) là một sân bay tọa lạc ở Cartago, tỉnh Valle, Colombia.

## Hãng hàng không và tuyến bay
| Hãng hàng không | Các điểm đến |
| --------------- | ------------ |
| SATENA          | Quibdó       |